# رزا نامیسیس
رزا نامیسیس (انگلیسی: Rosa Namises؛ زادهٔ ۲۰ آوریل ۱۹۵۸) سیاستمدار، کنشگر و فعال حقوق بشر اهل نامیبیا است که به او لقب «رزا لوکزامبورگ نامیبیا» را داده‌اند. وی سرکردهٔ و رئیس مردمان «الخومانی»، طایفه ای از قوم «دامارا» است. او عضو سابق مجلس و عضو مؤسس و دبیرکل سابق کنگره دموکرات‌های نامیبیا (CoD) است. او که یک شخصیتی برجسته در مورد مسائل جنسیتی، نقض حقوق بشر، و خشونت علیه زنان و کودکان در نامیبیا است، مدیر «اتحادیه همبستگی زنان نامیبیا» است و در «مرکز مراقبت از کودکان دولام» کار می‌کند که یک مرکز مراقبت روزانه از کودکان بی‌پناه و آسیب‌پذیر است.

## سنین جوانی و تحصیل
نامیسس در ۲۰ آوریل ۱۹۵۸ در محله قدیمی ویندهوک، پایتخت نامیبیا به دنیا آمد و یکی از ۹ فرزند پدری آنگولیایی و مادری از قوم دامارا بود. او تا ۱۵ سالگی با پدرش بزرگ شد و در «مدرسه متوسطه آگوستینوم» در ویندهوک تحصیل کرد. پس از فارغ‌التحصیلی، ابتدا به عنوان نظافتچی، سپس به عنوان دستیار پرستاری کار کرد و به موازات آن، دوره تحصیلی خود را تا مقطع کارشناسی از طریق یک دوره مکاتبه‌ای با «کالج سوکسس» تکمیل کرد.
فعالیت سیاسی او ابتدا سبب شد که به زندان بیفتد و سپس او را به تبعید کشاند و در نتیجه مجبور شد مدت تحصیل خود را متوقف کرد. او تنها زمانی توانست به تحصیل ادامه دهد که نامیبیا در سال ۱۹۹۰ مستقل شد. او گواهینامه «آموزش پایه و بزرگسالان» را از دانشگاه آفریقای جنوبی و سپس دانشنامه «توسعه و برنامه‌ریزی جنسیتی» را از دانشگاه لندن دریافت کرد. وی همچنین دارای گواهینامهٔ آموزشی در حوزهٔ «زنان در مدیریت» است، تحصیلات ضمیمه حقوقی دارد و مهارت‌های مشاوره و تسهیل‌گری را نیز کسب کرده‌است.

## فعالیت‌های سیاسی
نامیسیس در اوایل دهه ۱۹۸۰ به «سازمان خلق آفریقای جنوب غربی» پیوست که در آن زمان فعالیتش غیرقانونی بود. او جلساتی را سازماندهی کرد، اعضای جدید جذب کرد و اعلامیه‌های تبلیغاتی را توزیع کرد که منجر به دستگیری‌اش شد و دو ماه را در سلول انفرادی گذراند اما به زودی به فعالیت‌های سابق خود بازگشت. نامیسیس در سال ۱۹۸۵ میلادی، پس از اینکه دست‌دردست یک پزشک سفیدپوست در ملاء عام دیده شد و قوانین آپارتاید در مورد جداسازی نژادی را نقض کرد کار خود را در بیمارستان از دست داد. او همچنین بار دوم به دلیل فعالیت‌های سیاسی خود - این بار به مدت ۱۴ ماه - به زندان افتاد.
پس از آزادی، کلیسای کاتولیک به او شغلی به‌عنوان مأمور توسعه و عمران اجتماعی پیشنهاد داد. در همان سال بن اولنگا از زندان جزیره روبن آزاد شد. نامیسس و اولنگا با هم آشنا شدند و کمی بعد شریک زندگی هم شدند. زمانی که نامیسس دومین فرزند خود را در سال ۱۹۸۷ باردار بود، اما این دو زوج هنوز از ازدواج رسمی با یکدیگر خودداری می‌کردند، کلیسا نامیسس را اخراج شد. او همچنین در آن زمان مذهب کاتولیک خود را رها کرد و به همین دلیل نامیسس تبعید شد و در اروپا و آمریکا مشغول به کار شد. نامیسیس تنها پس از استقلال نامیبیا در سال ۱۹۹۰ به این کشور بازگشت. اندکی پس از آن چندین مورد نقض حقوق بشر توسط «سازمان خلق آفریقای جنوب غربی» کشف شد. زمانی که حزب متعاقباً به جای آنکه ارزیابی مجددی از وقایع رخ داده انجام دهد، سکوت اختیار کرد، نامیزس عضویت خود در این سازمان در سال ۱۹۹۲ لغو کرد.
زمانی که کنگره دموکرات‌ها (CoD) در سال ۱۹۹۹ تأسیس شد، نامیسس یکی از اعضای مؤسس آن بود. در انتخابات پارلمانی بعدی، کنگره دموکرات‌ها هفت کرسی به دست آورد و نامیسس به عنوان دبیرکل آن، نماینده مجلس شورای ملی سوم شد. زمانی که کنگره دموکرات‌ها در انتخابات بعدی در سال ۲۰۰۴ تنها پنج کرسی به دست آورد، نامیسس یکی از سیاستمدارانی بود که به پارلمان بازنگشت. با این حال، پس از اینکه حزب در سال ۲۰۰۹ نورا شیمینگ-چیس را اخراج کرد، نامیسس در دوره باقی‌مانده قانونگذاری جایگزین وی شد.

## کنشگری
با ورود و خروج نامیسس به سیاست، او مدت زمانی را به عنوان یک کنشگر و لابی‌گر فعالیت نمود. نخستین نقش رسمی او فعالیت در مرکز کمک حقوقی در اوایل دهه ۱۹۹۰ بود، شغلی که پس از ترک «سازمان خلق آفریقای جنوب غربی» به‌عهده گرفت. او به کشف و مبارزه با نقض حقوق بشر در آنجا کمک کرد، اقدامی که او آن را «انتقام» توصیف کرد.
او مدیرعامل «اتحادیه همبستگی زنان نامیبیا» است، سازمانی است که با خشونت علیه زنان و کودکان مبارزه می‌کند. نامیسس همچنین بنیانگذار و گردانندهٔ اصلی مرکز مراقبت از کودکان دولام است که یک مرکز مراقبت روزانه برای کودکان بی‌پناه و آسیب‌پذیر است. تا سال ۲۰۱۴ میلادی، ۲۱ کودک تحت مراقبت و سرپرستی این مرکز بودند.

## علاقمندی‌ها
نامیسس به مراقبت از کودکان بی‌پناه و آسیب‌پذیر و نیز کمک به مردم در کل علاقمند است، او همچنین به سیاست علاقه دارد.

## در رسانه‌ها
- رُزا و اوریا، فیلمی آلمانی درباره زندگی روزا نامیسس و اوریا کاریره در آستانه استقلال نامیبیا.[۷]
- چهرهٔ یک زن تاثیرگذار اثر دورا بورر[۸]